# Fouad Chafik
Fouad Chafik (arabisch فؤاد شفيق, DMG Fuʾād Šafīq; * 16. Oktober 1986 in Pierrelatte, Frankreich) ist ein ehemaliger marokkanischer Fußballspieler.

## Karriere

### Verein
Chafik spielte ab 2007 beim französischen Amateurklub UMS Montélimar. Im Sommer 2010 wechselte er zum Fünftligisten AS Valence. In seiner ersten Spielzeit in Valence bestritt er zehn Spiele im CFA 2 und schoss dabei ein Tor. Die Mannschaft stieg schlussendlich in den CFA 1 auf. Chafik absolvierte in der folgenden Saison 32 Partien in der vierthöchsten französischen Spielklasse, in denen er fünf Treffer erzielte. Im Sommer 2012 schloss er sich dem Zweitligisten FC Istres an. Bis Saisonende verpasste der Rechtsverteidiger keines der 38 Spiele seines Teams in der Ligue 2 und schoss dabei ein Tor. In der anschließenden Spielzeit fungierte er ebenfalls als Stammspieler und bestritt 35 Partien in der zweiten Liga Frankreichs. Istres stieg schließlich als Tabellenvorletzter ab. Daraufhin unterschrieb Chafik im Sommer 2014 einen Vertrag beim Zweitligisten Stade Laval. Bis zum Ende der Saison wurde der Marokkaner 37-mal in der Ligue 2 eingesetzt. In der nächsten Spielzeit 2015/16 kam er zu 29 Ligapartien, in denen er zwei Tore schoss. Im Sommer 2016 wechselte Chafik zum FCO Dijon in die Ligue 1. In seiner ersten Saison in Dijon absolvierte er 27 Spiele in der höchsten französischen Spielklasse, in der folgenden Saison 2017/18 bestritt er 22 Ligapartien. In der Spielzeit 2018/19 wurde er 21-mal in der Ligue 1 eingesetzt und in der COVID-bedingt vorzeitig beendeten Saison 2019/20 kam er zu 20 Ligaeinsätzen für Dijon. In der Spielzeit 2020/21 spielte er 23-mal in der ersten Liga Frankreichs und erzielte dabei ein Tor. Die Mannschaft stieg schlussendlich als Tabellenletzter ab.
Nachdem der Verteidiger seinen Vertrag beim FCO Dijon nicht mehr verlängert hatte, wechselte er im Sommer 2021 in die Schweiz zum Erstligisten FC Lausanne-Sport. Er bestritt 25 von 31 möglichen Ligaspielen für Lausanne sowie zwei Pokalspiele. Der Verein beendete die Saison auf dem letzten Tabellenplatz und stieg in die Challenge League ab.
Chafiks Vertrag wurde nicht verlängert.
Nachdem er auch keinen anderen Verein gefunden hatte, beendete Chafik seine Karriere.

### Nationalmannschaft
Chafik debütierte am 12. Juni 2015 beim 1:0-Sieg im Freundschaftsspiel gegen Libyen für die marokkanische A-Nationalmannschaft. Anfang 2017 wurde er von Trainer Hervé Renard in das endgültige Aufgebot der Nordafrikaner für den Afrika-Cup berufen. Marokko erreichte das Viertelfinale, Chafik kam jedoch während des Turniers nicht zum Einsatz. Bei der Weltmeisterschaft 2018 gehörte er nicht zum Kader.
Sein letztes Länderspiel war ein Freundschaftsspiel im September 2019 gegen den Niger.